# برونوين كارلتون
برونوين كارلتون (بالإنجليزية: Bronwyn Carlton)‏ هي مقدمة برامج إذاعية أمريكية، ولدت في 27 يناير 1962.

## وصلات خارجية
- برونوين كارلتون على موقع IMDb (الإنجليزية)